# Projet de référendum constitutionnel kényan
Un référendum constitutionnel kényan devait avoir lieu en juin 2021 afin de proposer à la population du Kenya d'adopter une série d'amendements à la constitution de 2010. 
Projet de longue date du président Uhuru Kenyatta, il prend la forme d'un référendum d'initiative populaire sous son impulsion. Le projet est cependant mis en suspens à la suite d'une décision de la Haute cour de justice qui invalide le processus. Il reste ensuite suspendu plusieurs mois à une décision de la Cour suprême, avant que cette dernière n'en confirme le caractère inconstitutionnel le 31 mars 2022. Les différentes cours jugent en effet que le processus, censé être d'origine populaire, a été de facto d'origine présidentielle, ce que la constitution ne permet pas.

## Contexte

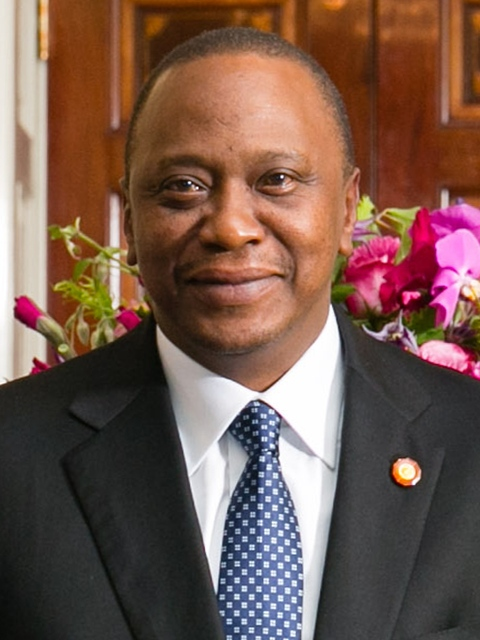
Uhuru Kenyatta

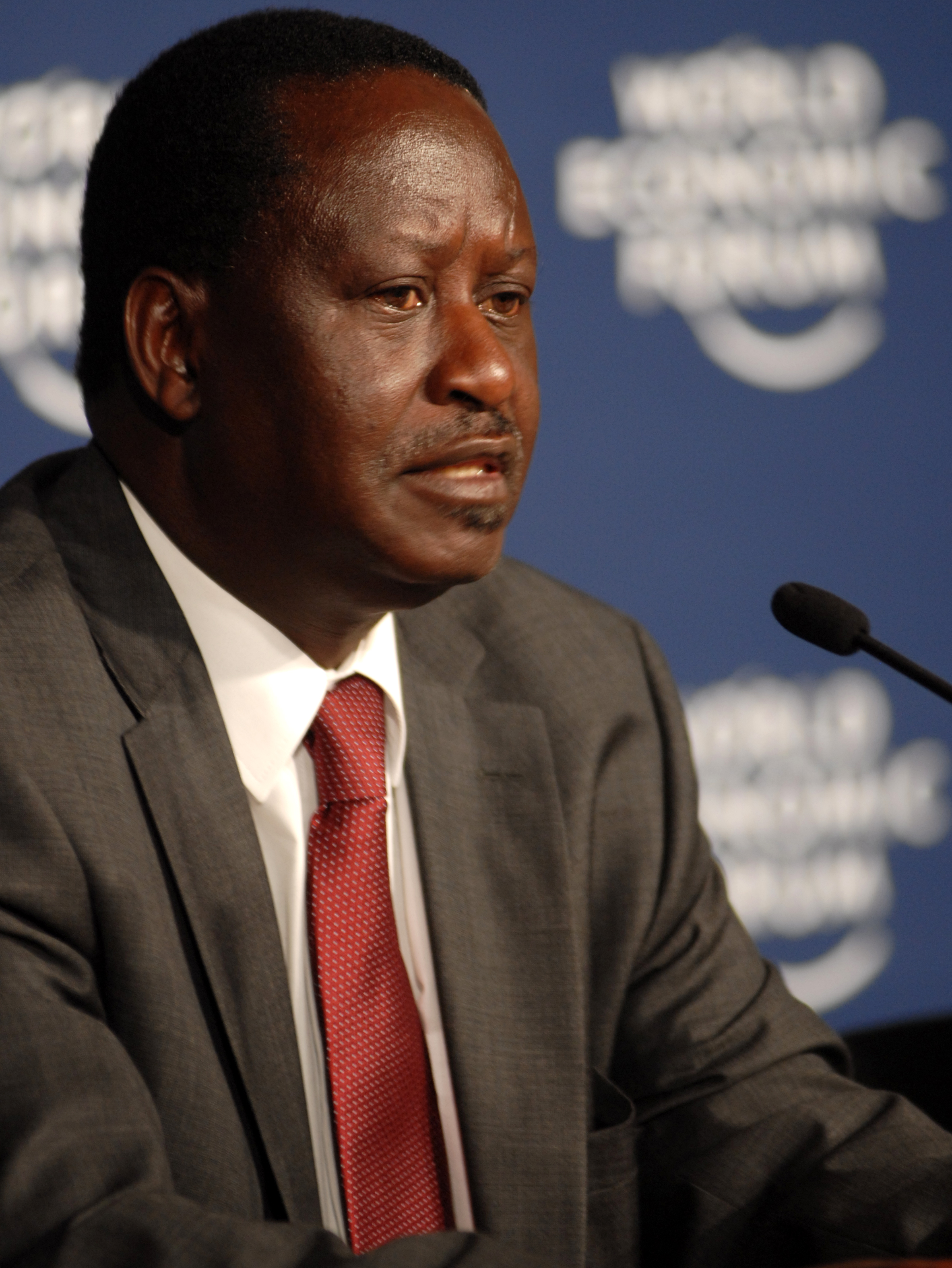
Raila Odinga

Le Kenya connait depuis plus d'une décennie des violences post-électorales qui voient chacun de ses scrutins marqué par des violences, leurs résultats étant contestés par l'opposition. La présidentielle d'août 2017 est annulée par la cour constitutionnelle, tandis que celle d'octobre 2017 voit la réélection du président Uhuru Kenyatta lors d'un scrutin marqué par un boycott massif de l'opposition, dont son principal candidat Raila Odinga, Premier ministre de 2008 à 2016 avant l'abolition de cette fonction. En mars 2018, Kenyatta et Odinga finissent cependant par s'entendre sur la signature d'un accord de réconciliation pour sortir le pays de la crise.
Les deux hommes s'engagent alors dans un projet de réforme globale de la constitution en mettant en place le 31 mai 2018 un comité chargé d'en proposer des amendements. Le comité prend le nom de « Building Bridges Initiative » (littéralement Initiative pour construire des ponts), dont l'acronyme BBI est largement utilisé pour décrire le projet. Les débats sur la série de propositions de modifications de la constitution dominent la vie politique du pays pendant deux ans, et deviennent politiquement associées au président, qui en fait un projet phare,.
Le projet de révision de la constitution arrive devant le parlement le 25 novembre 2020. Kenyatta décide cependant d'avoir recours à un soutien populaire pour faire adopter le projet en organisant une collecte d'un million de signatures en vue de la tenue d'un référendum d'initiative populaire.
La Constitution du Kenya de 2010 permet en effet à la population kényane de mettre en œuvre cette forme de démocratie directe,. Les signatures d'au moins 1 000 000 électeurs inscrits sur les listes électorales doivent pour cela être réunies. En 2017, un total de 19 646 673 électeurs étaient inscrits sur les listes, ce qui équivaut alors à un seuil d'environ 5,1 % des inscrits. En pratique, le nombre de signatures à collecter est cependant plus élevé pour pallier le nombre variable de signatures invalides ou en double. 
Les partisans de la BBI parviennent à réunir 1,33 million de signatures au 22 janvier 2021, qu'ils présentent à la commission électorale indépendante (CEI). Ayant constaté la validité des signatures, la CEI transmet la proposition d'amendement aux assemblées de chacun des 47 comtés du Kenya. L'approbation d'une majorité des assemblées, soit 24, est nécessaire pour poursuivre sans délai le processus. La BBI cumule le 23 février un total de trente comtés favorables,. 
La proposition est par conséquent immédiatement examinée par les deux chambres du parlement national. Un référendum a cependant obligatoirement lieu dans le cas d'un amendement portant sur la suprématie de la constitution sur toute autre loi, l'intégrité du territoire, la souveraineté populaire, les valeurs nationales et principes de gouvernances mentionnés dans l'article 10, le Bill of rights, le mandat du président, l'indépendance du pouvoir judiciaire, les pouvoirs du parlement, la structure des entités décentralisées ainsi que la procédure même de révision constitutionnelle. Le président doit alors charger la CEI de la conduite du référendum dans les trois mois et, en cas de résultat favorable et valide confirmé par la CEI, signer et publier l'amendement constitutionnel.
Le BBI est cependant jugé illégal par la Haute cour de justice le 13 mai 2021, la cour estimant que le projet de réforme constitutionnelle est une initiative du président Uhuru Kenyatta, en violation de la constitution qui ne donne ce droit qu'au parlement et aux citoyens. Trois jours plus tard, le procureur général fait appel et demande la suspension du jugement. Le gouvernement fait appel le 2 juin contre la décision de la cour. Le 20 août 2021 cependant, la Cour d'appel du Kenya confirme l'illégalité du processus de révision constitutionnelle lancé par le président. Le 3 septembre, le procureur général annonce saisir la Cour suprême. Le 31 mars 2022, cette dernière confirme la décision de la Haute cour de justice et de la Cour d'appel. Six de ses sept membres jugent ainsi inconstitutionnel le fait pour un président en exercice d'initier et de promouvoir un référendum populaire pour amender la Constitution, la présidente de la cour, Martha Koome, déclarant que « le président ne doit pas être un acteur et un arbitre dans le processus ». Si la Cour suprême invalide le processus mis en œuvre, elle juge en revanche constitutionnel le contenu des réformes proposées. La décision est un coup dur pour le président Kenyatta quelques mois avant les élections  présidentielle et parlementaires d’août 2022, tandis que ses partisans considèrent le verdict favorable à une reprise du processus référendaire après les élections,,.

## Contenu
Le projet BBI soumis à référendum regroupe plusieurs ensembles d'amendements portant sur treize des dix-huit chapitres de la constitution, regroupés en huit thèmes : la lutte contre la corruption, la tenue d'élections inclusives, la sécurité, les droits et devoirs, la décentralisation, l'apaisement des conflits ethniques et le renforcement de l'unité nationale,.
Le poste de Premier ministre est rétabli, assorti de deux vice-Premiers ministres, tandis qu'un poste de chef officiel de l'opposition est attribué au candidat arrivé second à la dernière élection présidentielle. Les ministres et autres membres du gouvernement peuvent quant à eux être nommés parmi des membres du parlement.
Soixante-dix nouvelles circonscriptions électorales sont créées à l'Assemblée nationale, portant le total des membres de 349 à 419. Le projet contient également des mesures mettant en application la limite jusque là théorique de deux tiers maximum de parlementaires du même sexe instaurée par la constitution de 2010.
Il est créé un défenseur des droits, chargé d'enquêter et de sanctionner les actions du domaine judiciaire.
Plusieurs mesures d'ordre économique sont inscrites dans la constitution, dont la protection de la propriété intellectuelle, le rôle de l'État dans le soutien aux entreprises et la promotion des secteurs scientifiques et technologiques.
Plusieurs provisions du projet assurent une mise en place progressive des changements constitutionnels dans les deux ans suivant leur adoption, en vue des élections présidentielle et parlementaires de 2022.
Un tel référendum est légalement contraignant au Kenya. Il n'est cependant considéré comme valide qu'à la condition de recueillir la majorité absolue des suffrages exprimés, ainsi qu'un quorum de participation de 20 % des inscrits dans au moins la moitié des 47 comtés du pays.